# Bomolocha lyse
Bomolocha lyse är en fjärilsart som beskrevs av Druce 1901. Bomolocha lyse ingår i släktet Bomolocha och familjen nattflyn. Inga underarter finns listade i Catalogue of Life.